# Universitat de Tolosa
Fou el 1229 quan es va crear la primera Universitat de Tolosa, fundada aleshores pel comte Raimon VII de Tolosa com a conseqüència i càstig financers de la Croada contra els càtars. Entre els seus fundadors convé destacar el bisbe Folquet de Marsella.
Els primers professors d'aqueixa universitat foren, entre d'altres, Joan de Garlanda i Roland de Cremona
El 1751, va fusionar amb la Universitat de Caurs i desaparegué després com totes les altres universitats de França el 1792. La Universitat renasqué de bell nou el 1896 com a reunió de les quatre Facultats de Tolosa i la facultat de teologia protestant de Montalban.
El 1969 la universitat de Tolosa va ser substituïda per quatre entitats:
- la Universitat de Tolosa I
- la Universitat del Miralh (Tolosa II)
- la Universitat de Tolosa III
- l'Institut Nacional Politècnic de Tolosa

El 2007 es van tornar a agrupar les entitats amb el nom d'Université Fédérale Toulouse Midi-Pyrénées.